# Vampire (БПЛА)
Vampire (укр. Вампір) — український дрон-бомбардувальник, розроблений українською компанією SkyFall. Випуск почався в 2022 році.

## Опис
Розробка дрона почалась у червні 2022 року, вже під час повномасштабного вторгнення Російської Федерації в Україну.
«Вампір» є досить великим гексакоптером, тобто має шість гвинтів. Може нести 15 кг боєзаряду чи іншого вантажу, підніматись до 400 метрів у висоту і має дальність польоту до 10 км. Може нести й скидати різні типи снарядів — термобаричні, кумулятивні, осколково-фугасні, що дає змогу ефективно вражати різні типи цілей, зокрема танки й іншу бронетехніку.
Всі «Вампіри» оснащені тепловізійними камерами, тому дієві й в основному використовуються вночі, підтверджуючи свою назву.
Дрон доволі важкий, що забезпечує йому досить високу стійкість. Так, зафіксовано випадок, коли один з «Вампірів» був підбитий ЗС РФ, але зміг повернутися завдяки високій міцності та витривалості.
Дрон закуповується для Збройних сил України в рамках проєкту «Армія дронів». Ціна одного БПЛА стартує від $10 тис..

## Галерея

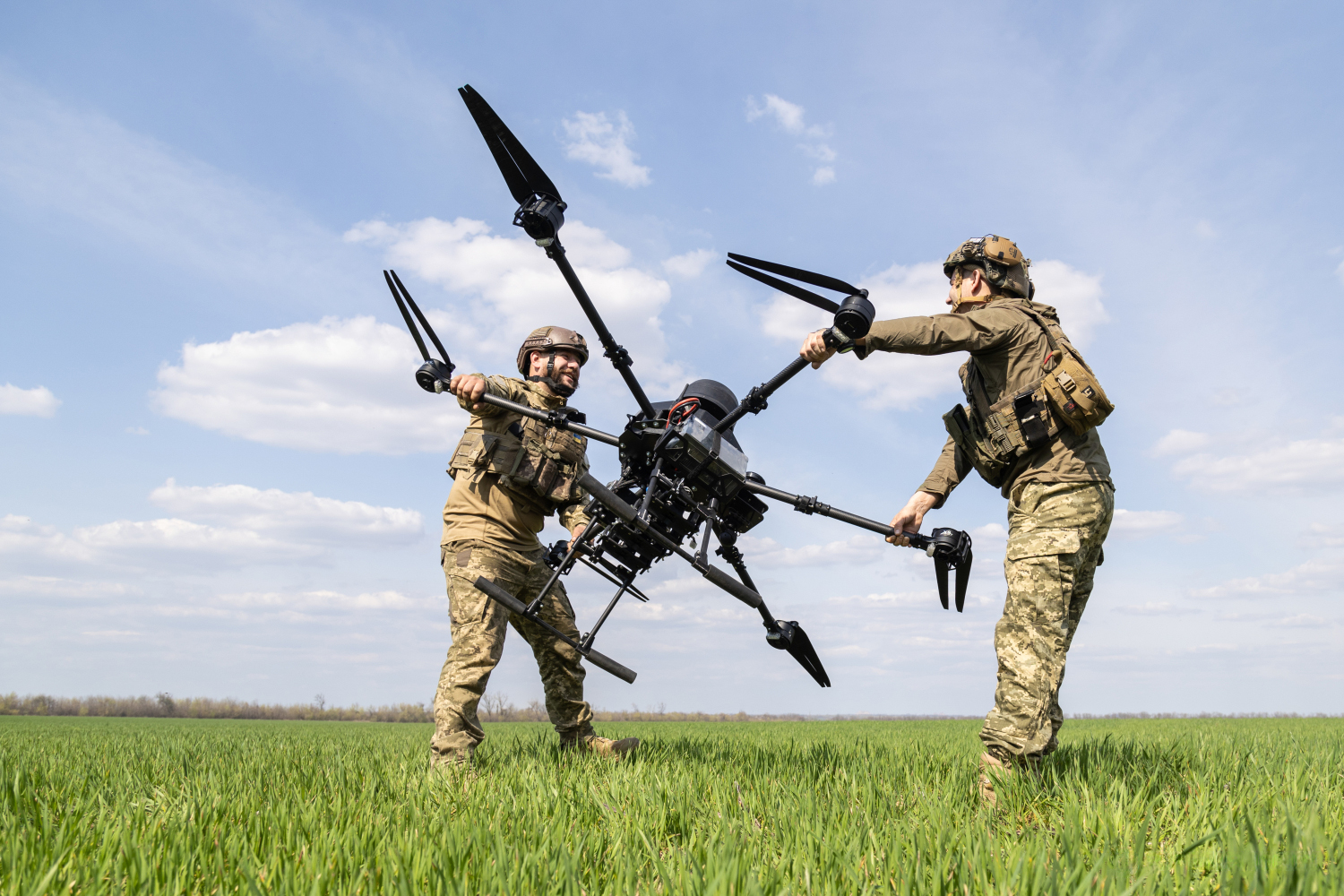
Калібрування систем навігації
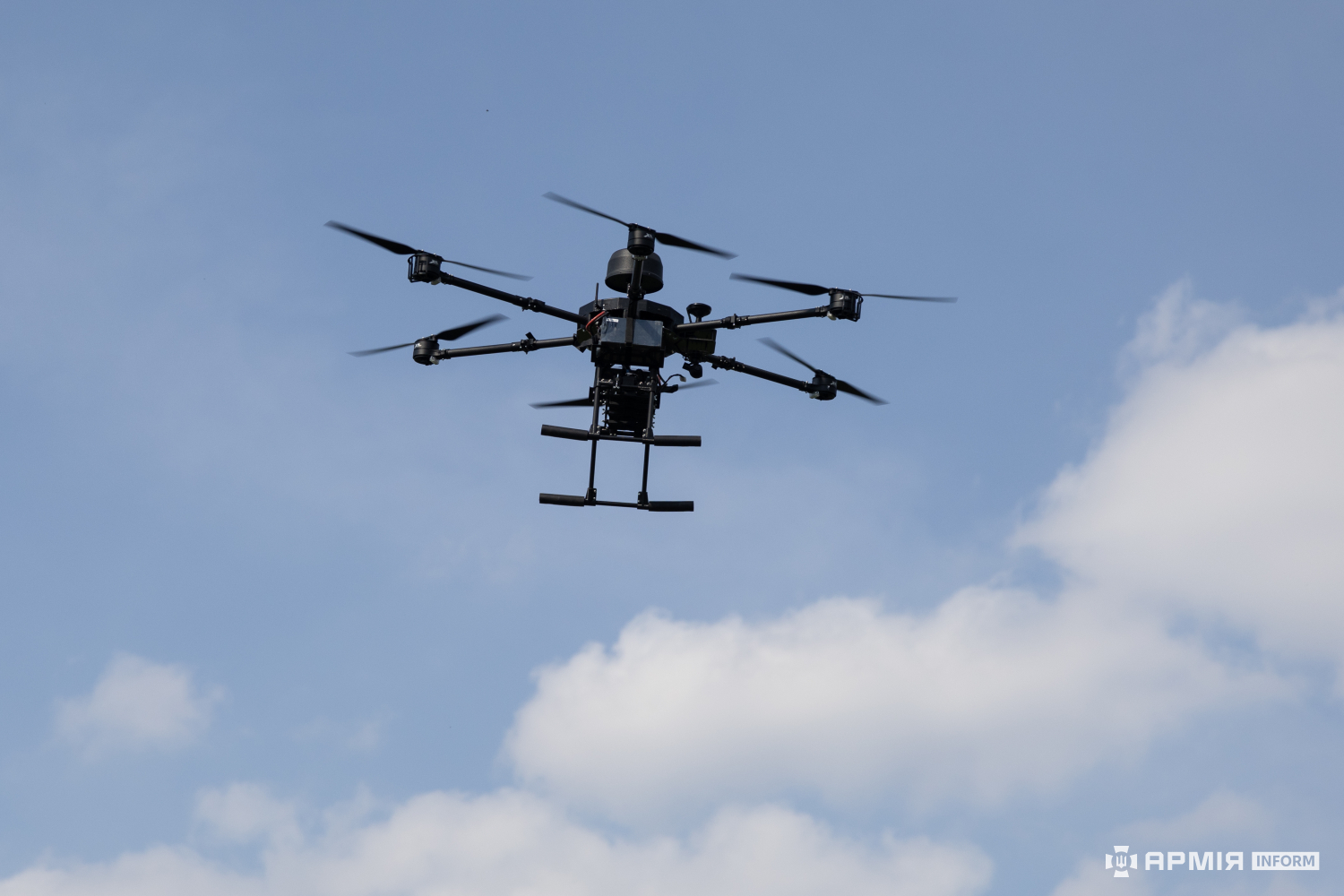
Дрон у польоті
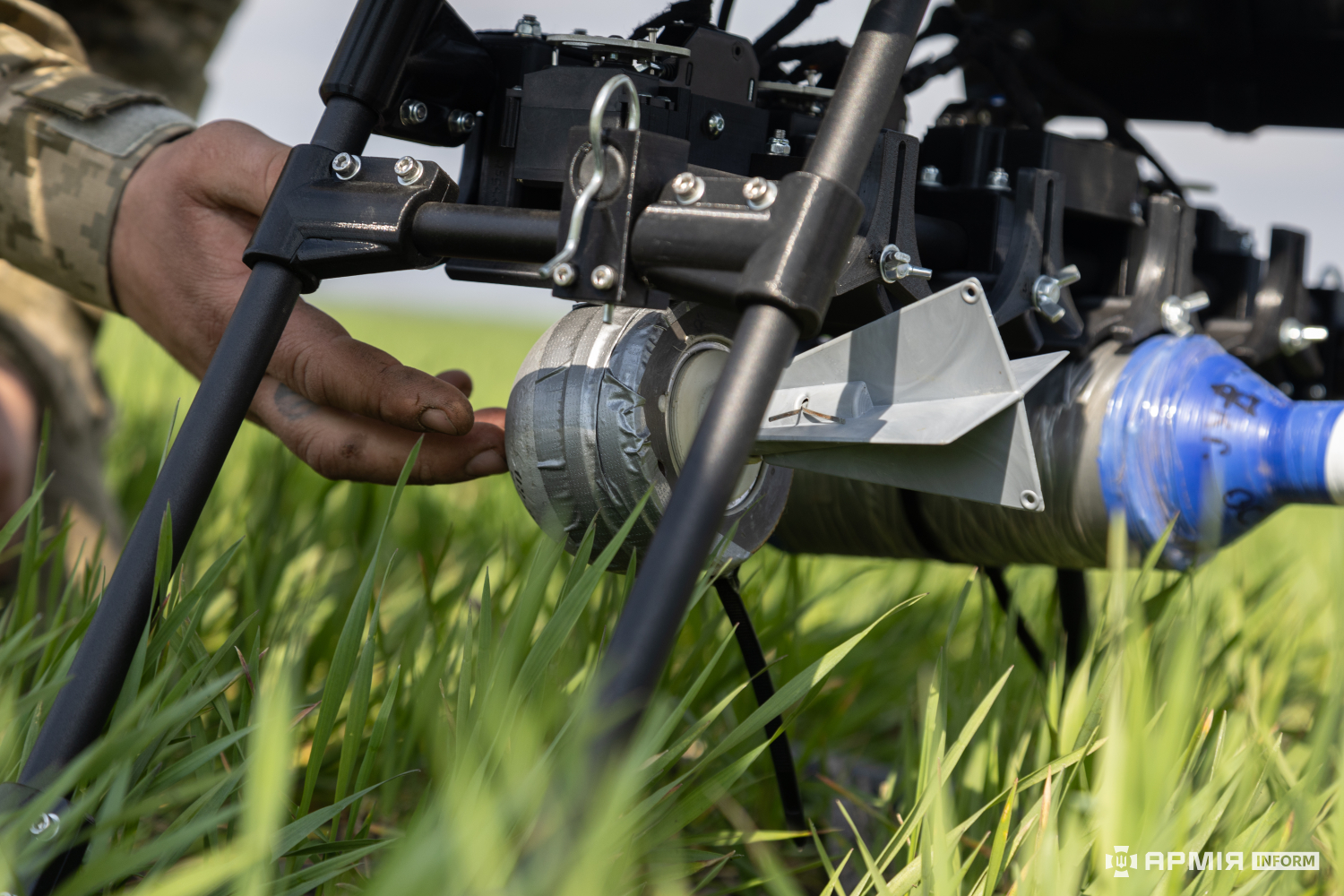
Підвішені боєприпаси
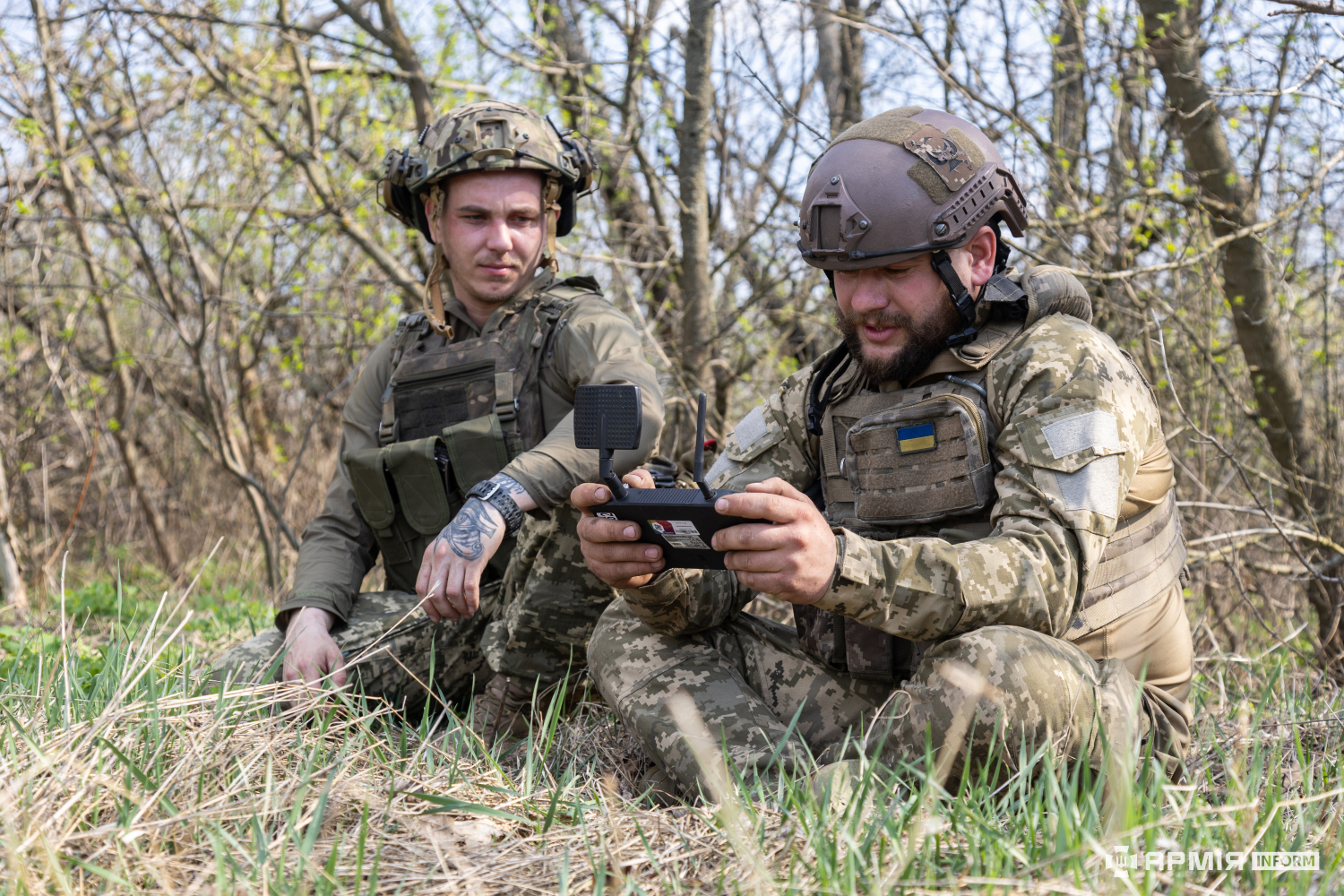
Оператори з пультом керування